# Les Pirates de Malaisie (film, 1964)
Pour les articles homonymes, voir Les Pirates de Malaisie.
Série
Sandokan, le tigre de Bornéo
(1963)
Pour plus de détails, voir Fiche technique et Distribution.
Les Pirates de Malaisie (I pirati della Malesia) est une coproduction italo-franco-espagnole réalisée par Umberto Lenzi en 1964, et adaptée du roman du même nom écrit en 1896 par Emilio Salgari.

## Synopsis
1865. Le gouverneur anglais de la province de Sarawak, en Malaisie, Lord James Brooke, avec l’aide d’une poignée d’aventuriers, veut s’emparer des richesses du palais d’Hassin avant l’arrivée de la commission d’enquête victorienne. Le pirate Sandokan arraisonne leur bateau et délivre la princesse Ada, leur prisonnière.

## Fiche technique
- Titre français : Les Pirates de Malaisie[1]
- Titre original : I pirati della Malesia
- Réalisation : Umberto Lenzi
- Scénario : Ugo Liberatore, Nino Stresa
  - D’après Les Pirates de la Malaisie (I pirati della Malesia) d'Emilio Salgari
- Production : Solly V. Bianco
- Société de production :  Euro International Film (EIA), La Société des films Sirius, Lacy Internacional Films
- Photographie : Federico G. Larraya et Angelo Lotti
- Montage : Jolanda Benvenuti
- Musique : Giovanni Fusco
- Costumes : Giancarlo Bartolini et Salimbeni
- Distribution : La Compagnie Française De Distribution Cinématographique (CFDC)
- Pays de production : Italie, France, Espagne
- Format : couleur (Techniscope) - 2,35:1 - 35 mm - Son : Mono
- Version française : Record Film
- Genre : Action et historique
- Durée : 102 min
- Dates de sortie : 
  - Italie : 16 octobre 1964
  - France : 2 juin 1965[2]
  - Espagne : 15 juillet 1966

## Distribution
- Steve Reeves (VF : Jean Claudio) : Sandokan
- Jacqueline Sassard (VF : Janine Freson) : Ada
- Andrea Bosic (VF : Jean Amadou) : Yanez
- Leo Anchoriz (VF : Bernard Dheran) : lord James Brooke
- Nando Gazzolo : le lieutenant Clintok
- Mimmo Palmara (VF : Claude Joseph) : Tremal Naik
- Nazareno Zamperla (VF : Roger Rudel) : Hirangu
- Alejandro Barrera dit Dakar (VF : Jean Martinelli) : Kamammuri
- Giuseppe Addobbati (VF : Gérard Férat) : le rajah Hassin
- Franco Balducci (VF : Michel Gatineau) : Sambliong
- Pierre Cressoy : le capitaine de la Young India
- George Wang (VF : Pierre Collet) : Chopan
- Domenico Cianfriglia : un pirate
- Nando Angelini : un officier anglais
- Fortunato Arena : un officier anglais
- Jose Torres : serviteur de Brooke